# 335
| [ Edytuj tabelę ] |                             |
| Król Aksum        | - 320 Ezana 360             |
| Król Armenii      | - 330 Chosroes II 338       |
| Władca Guptów     | - 330 Samudragupta 375      |
| Władca Korei      | - 331 Kogugwŏn 371          |
| Papież            | - 314 Sylwester I 335       |
| Król Persji       | - 309 Szapur II 379         |
| Cesarz Rzymu      | - 306 Konstantyn Wielki 337 |

Rok 335 / CCCXXXV
stulecia: III wiek ~
IV wiek ~
V wiek

lata: 325 «
330 «
331 «
332 «
333 «
334 «
335
» 336
» 337
» 338
» 339
» 340
» 345

## Wydarzenia
- 18 września – Dalmacjusz został cesarzem rzymskim.
- W Jerozolimie konsekrowano Bazylikę Bożego Grobu.

## Urodzili się
- Grzegorz z Nyssy, biskup, ojciec Kościoła, święty
- Hieronim ze Strydonu, autor przekładu Biblii na język łaciński, tzw. Wulgaty (data sporna lub przybliżona)
- Teon z Aleksandrii, astronom i matematyk, ostatni dyrektor Biblioteki Aleksandryjskiej

## Zmarli
- 31 grudnia - św. Sylwester I - papież